# Albert J. Reiss
Albert J. Reiss jr. (* 9. Dezember 1922 in Seattle, Washington; † 27. April 2006 in Hamden, Connecticut) war ein US-amerikanischer Soziologe und Kriminologe.

## Leben
Während des Zweiten Weltkrieges war Reiss Student an der Marquette University in Milwaukee; allerdings unterbrach er sein Studium, um als Meteorologe bei der US-Luftwaffe zu dienen. Nach seiner Promotion in Soziologie an der University of Chicago 1949 lehrte er unter anderem von 1952 bis 1959 an der Vanderbilt University in Nashville, von 1961 bis 1970 an der University of Michigan in Ann Arbor und von 1970 bis zu seiner Pensionierung 1993 an der Yale University in New Haven. 1968/1969 war er Präsident der Society for the Study of Social Problems. 1984 amtierte er als Präsident der American Society of Criminology (ASC) und von 1990 bis 1995 als Präsident der International Society of Criminology (ISC).
Daneben war Reiss in Regierungskommissionen und staatlichen Ausschüssen tätig. Ronald Reagan ernannte ihn zum Leiter des National Institute of Justice.

## Forschung
Reiss’ Forschung ist stark empirisch geprägt, wobei er wichtige Beiträge zur Methodologie der Kriminalsoziologie geleistet hat. So leitete er 1966 als Forschungsdirektor einer Regierungskommission eine umfangreiche Untersuchung von über 5.000 Vorfällen mit Polizeibeteiligung, bei denen es in etwa 10 Prozent der Fälle zu Gewalterscheinungen kam. Aus der Studie entstand sein einflussreiches Buch The Police and the Public (1971), in dem er beschreibt, was die Ursachen von Gewalt bei der Begegnung von Polizei und Öffentlichkeit sein kann und wie diese verhindert werden können. Reiss macht hier deutlich, dass ein Polizeieingriff besonders dann häufig ohne Eskalation verläuft, wenn die Polizei durch eine in der Situation beteiligte Person herbeigerufen wurde (proaktiv), da sich aus die Alarmierung eine Rechtfertigung der polizeilichen Anwesenheit ableitet. Verläuft der Zusammenstoß dagegen reaktiv, also ohne vorherige Herbeirufung durch Beteiligte, kommt es gehäuft zu gewalttätigen Handlungen, da diese Legitimation fehlt. So werden etwa Verhaftungen weniger bereitwillig akzeptiert.
Weiterhin entwickelte Reiss ein Fragebogenverfahren, in dem die Untersuchungsteilnehmer bislang unentdeckte Straftaten angaben (‚self-reported crime surveys‘). Hierbei stellte Reiss fest, dass eine große Anzahl von Jugendlichen der oberen und mittleren Gesellschaftsschicht Straftaten begangen hatten, ohne dass diese jedoch entdeckt wurden. Diese Ergebnisse stellten die Annahme in Frage, dass Straffälligkeit ein besonderes Problem der Unterschicht sei.
Schon 1951 hatte er einen Beitrag zur kriminologischen Halttheorie geleistet.

## Rezeption
Besonders die Untersuchungen zu „proactive police work“ hatten großen Einfluss auf den Umgang mit Kriminalität in den USA. Die hier gewonnenen Erkenntnisse wurden z. B. von Rudy Giuliani während seiner Amtszeit als Bürgermeister von New York aufgenommen und trugen zum Erfolg Giulianis Politik der Kriminalitätsbekämpfung in New York bei.

## Auszeichnungen
- 1981: Sutherland Award der American Society of Criminology
- 1983: Mitglied der American Academy of Arts and Sciences
- 1990: Beccaria-Medaille in Gold der Neuen Kriminologischen Gesellschaft
- 1998: Prix Durkheim der International Society of Criminology

## Publikationen (Auswahl)
- Delinquency as the failure of personal and social controls (1951).
- Occupations and Social Status. Free Press, New York 1962.
- Schools in a Changing Society. (Hrsg.) Free Press, New York 1965.
- The Police and the Public. Yale University Press, Yale 1971, ISBN 0-300-01646-8.
- Communities and Crime. (Hrsg.) University of Chicago Press, Chicago 1987, ISBN 0-226-80802-5.
- Understanding and Preventing Violence. (Hrsg.) 6. Auflage. National Acadademic Press, Washington DC 1996, ISBN 0-309-04594-0.